# Sub Pop
Sub Pop – muzyczna wytwórnia mająca swoją siedzibę w Seattle. Zasłynęła wydając płyty takich zespołów jak Nirvana czy Soundgarden, które były wtedy znane tylko na lokalnej scenie. Jest często uważana za wytwórnię, która spopularyzowała grunge.

## Historia
Sub Pop zaczął działać w 1980 roku jako fanzin Subterranean Pop (nazwa została zmieniona na Sub Pop już w drugim numerze). Założył ją Bruce Pavitt, silnie związany z grupą Soundgarden. Biorąc przykład z Fast Forward (był to fanzin kasetowy) Sub Pop co jakiś czas wydawał własną kompilację zawierającą piosenki amerykańskich zespołów (tylko parę zagranicznych zespołów pojawiło się w tamtych wydaniach). Na rynku pojawiło się tylko 9 publikacji tego fanzinu: 6 magazynów i 3 kasety (numery 5, 7 i 9). Następnie Sub Pop pojawiał się jako kolumna poświęcona muzyce w gazecie The Rocket przez wiele lat.
W 1986 roku Kim Thayil (gitarzysta Soundgarden) przedstawił Pavittowi Jonathana Ponemana. We dwójkę założyli wytwórnię płytową. Przystąpiło do niej parę zespołów z lokalnej sceny muzycznej w Seattle. Pavitt i Poneman starali się jak mogli, żeby ich wypromować, co w konsekwencji spowodowałoby popularność ich wytwórni. Na początku powstał Sub Pop Singles Club, serwis subskrypcyjny, który co miesiąc wysyłał do członków single lokalnych zespołów. To spowodowało, że Sub Pop stał się silną i znaną firmą kojarzoną z muzyką Seattle. Aby spowodować wzrost popularności muzyki grunge na świecie Pavitt i Poneman zaprosili do swojego miasta dziennikarza z brytyjskiego magazynu Melody Maker (Everett True), aby ten napisał artykuł o lokalnej scenie muzycznej. Sub Pop zdobył jednak popularność na fali sukcesów takich grup jak Nirvana czy Soundgarden.
Mimo że Sub Pop przyczynił się do spopularyzowania grunge, niektórzy fani tej muzyki krytykują Pavitta i Ponemana za ich działania. Twierdzą oni, że były one spowodowane chęcią zysku, a nie miłością do muzyki.

## Najsłynniejsze grupy związane z wytwórnią
- The Afghan Whigs
- Hot Hot Heat
- Nirvana
- Mudhoney
- The Postal Service
- The Shins
- Sleater-Kinney
- Soundgarden
- Sunny Day Real Estate
- Wolf Parade(inne języki)